# Lerum
Lerum est une localité de la commune de Lerum dans le comté de Västra Götaland en Suède.
Sa population était de 28282 habitants en 2019.